# Лагерпуш, Оле
Оле Лагерпуш (нем. Ole Lagerpusch; род. 11 марта 1981, Фленсбург) — немецкий актёр театра и кино

## Биография
Оле Лагерпуш родился и вырос во Фленсбурге. Его дед был рыбаком, отец парикмахер. В основе его актерского мастерства - мать школьной подруги, которая привела тогдашнего восьмилетнего мальчика за кулисы театра и тем самым вдохновила его на  профессию актера. Оле Лагерпуш начал играть в родном городе в возрасте восьми лет, в основном в Niederdeutschen Bühne . После окончания средней школы, он получил свою первую стипендию от фонда Pogge van Ranken Foundation, основанного во Фленсбурге в декабре 2001 г.
В 2006 году Оле Лагерпуш окончил Высшую школу театрального искусства имени Эрнста Буша в Берлине (Hochschule für Schauspielkunst «Ernst Busch» Berlin) .
С 2006 по 2009 год был актёром гамбургского театра «Талия» (нем. Thalia Theater Hamburg) В театре «Талия» начал работать с такими режиссёрами, как Михаэль Тальхаймер и Димитр Гочев
С сезона 2009/2010 года по 8 марта 2016 года являлся ведущим актёром Немецкого театра в Берлине, где он среди прочих ролей сыграл Фердинанда в трагедии Ф. Шиллера «Коварство и любовь» (режиссёр — Стафан Киммиг) и Принца Гомбургского в драме Г. Клейста «Принц Фридрих Гомбургский» (режиссёр — Андреас Криегенбург).
С 2016 года приглашенный артист Немецкого театра в Берлине
По договору работает в различных театрах Германии и Австрии. 
Снимается в кино, работает на радио

## Творчество

### Избранные роли в театре
- 2005 — «Ричард III» У. Шекспира — Ричард III
- 2006 — «Тартюф» Мольера — Валер
- 2007 — «Господин Пунтила и его слуга Матти» Б. Брехта — Атташе
- 2008 — «Всадник на белом коне» Т. Шторма — Хойке Хайн
- 2008 — «Леонс и Лена» Г. Бюхнера — Леонс

```
 
Немецкий театр
 (Deutsches Theater Berlin) :
```

- 2009 — «Коварство и любовь» Ф. Шиллера — Фердинанд
- 2009 — «Принц Фридрих Гомбургский» Г. Клейста — Принц Гомбургский
- 2010 — «Отелло» У. Шекспира — Яго
- 2010 — «Сон в летнюю ночь» У. Шекспира — Оберон
- 2010 — «Все мои сыновья» А. Миллера — Джордж Дивер
- 2010 — «Легенда о Смеси 60/40» — Пауль
- 2011 — «В ожидании будущего» О. Клука — Даниэль Путкаммер
- 2011 — «Мещане» М. Горького — Пётр
- 2012 — «Грязными руками» Ж.-П.Сартра — Уго
- 2012 — «Шекспир. Пьеса для убийц, жертв и прочих»
- 2012 — «Ленц» Г. Бюхнера — Ленц
- 2013 — «Юнона и павлин» Шона О’Касея
- 2013 — «Волк среди волков» Ганс Фаллада
- 2013 — «Димитрий» Фридриха Шиллера
- 2013 — «Жюль и Джим» — Анри-Пьера Роше — Жюль
- 2014 — «Игра окончена» Жан-Поль Сартра
- 2014 — "Скупой, или Школа лжи" Жана -Батиста Мольера— Клеант, сын Гарпагона, возлюбленный Марианы.
- 2015 — "Eisler on the Beach"
- 2017 — "10 заповедей" 10 Gebote
- 2019 — "Времена беспорядков" Zeiten des Aufruhrs

```
 
Государственный театр Штутгарта
 (Schauspiel Stuttgart):
```

- 2015 Die Leiden des jungen Werther nach dem Briefroman von Johann Wolfgang von Goethe

```
 
Бургтеатр
 Вена (Burgtheater in Wien):
```

- 2016 - "Torquato Tasso" Johann Wolfgang Goethe
- 2017-  "Ein Volksfeind" - Henrik Ibsen
- 2017- "Macbeth"
- 2018-  "Ein Volksfeind"

### Фильмография
- 2019- "Компоненты любви"|Einzelteile der Liebe, Die
- 2018- "Stillstehen" R: Elisa Mishto
- 2017- "Die Einzelteile der Liebe" R: Miriam Bliese
- 2015 -"Die Habenichtse" R: Florian Hoffmeister
- 2010- Unten Mitte Kinn — Йохен
- 2011 —Coffee to run